# Фрейтас, Адриано
Андриа́но Фре́йтас дос Са́нтос (исп. Adriano Freitas Dos Santos; родился 17 июня 1997 года, Сантана-ду-Ливраменту, Бразилия) — уругвайский футболист бразильского происхождения, вратарь клуба «Пеньяроль», на правах аренды выступающий за «Серро».

## Биография
Фрейтас — начал карьеру в клубе «Пеньяроль». В 2016 году Андриано был включён в заявку команды на участие в чемпионате. Стал чемпионом Уругвая в 2018 году, но ни разу не появлялся на поле, лишь дважды попав в заявку на матчи. В 2020 году был отдан в годичную аренду в «Серро».
В 2017 года Фрейтас в составе молодёжной сборной Уругвая выиграл молодёжный чемпионат Южной Америки в Эквадоре. На турнире он был запасным и на поле не вышел. В том же году Андриано принял участие в молодёжном чемпионате мира в Южной Корее. На турнире он также был запасным.

## Достижения
- Чемпион Уругвая (1): 2018 (не играл)
- Чемпион Южной Америки среди молодёжных команд (1): 2017 (не играл)